# リッパークルー
リッパークルー（英：Ripper_Crew）またはシカゴリッパーズ（英：Cicago Rippers）は、アメリカ合衆国の犯罪グループであり、悪魔を崇拝していたことでも知られている。このグループはロビン・ゲット、エドワード・スプリッツァー、そしてアンドリューとトーマスのココラレイ兄弟で構成されている。彼らはイリノイ州の18人の女性の失踪で、1981年と1982年に疑われた。

## 殺人
ギャングの最初の犠牲者はリンダ・サットンという28歳の女性だった。彼女は1981年5月23日に誘拐され、その10日後に遺体がイリノイ州ヴィラパークの野原で発見された。遺体の左乳房は切り取られていた。
その1年後の1982年5月15日、不動産会社の事務所を開けようとしたロレイン・ボロウスキという別の女性がギャングによって誘拐され、5か月後にクラレンドンヒルズの墓地で遺体が発見された。
同年5月29日、彼らはヴィラパークの北西にあるハノーバーパークからシュイ・マックという女性を誘拐した。遺体は4か月後に見つかった。マックを誘拐した2週間後、彼らはバンでAngel Yorkを拾い、手錠をかけ、胸を切り裂いてから、彼女をバンから追い出し、まだ生きていた。攻撃者に関するヨークの説明は、リードを生み出すことができませんでした。 
マックの誘拐から3か月後の1982年8月28日、サンドラデラ・ウェアの遺体がシカゴ川の岸で発見された。彼女は刺され、首を絞められ、左胸が切断された。 9月8日、31歳のローズ・デイビスが路地で発見され、デラウェアとほぼ同じ負傷を負っていた。 
デイビスの事件から1か月後、ギャングはビバリー・ワシントンという女性を襲った。ワシントンは12月6日に線路で発見された。他の負傷に加えて、彼女の左乳房は切断され、彼女の右乳房もひどい傷を負っていたが、彼女はまだ生きており、警察は彼女からギャングが誘拐に使用したバンなどの情報を得ることができた。
また、このほかにも、ギャングは1982年9月11日に消息不明となったキャロル・パパス（シカゴ・カブスの投手ミルト・パパスの妻）についても関連を疑われている。失踪から5年後に彼女の遺体が見つかり、死は事故と処理された。 

## 逮捕と有罪判決
ゲットが最初に逮捕されたとき、警察は証拠がなかったため、彼を釈放した。しかし、さらなる調査の後、1981年に警察は3人の友人と一緒にモーテルの部屋を借りたことが判明した。モーテルの支配人によると、彼らは乱痴気騒ぎを起こしており、何らかのカルトに関与しているようだと述べた。その後、警察はエドワード・シュプライツァーとココラレイ兄弟を追跡した。 
尋問されたとき、トーマス・ココラレイは、自分たちが女性をゲットの場所に連れ戻したことを告白した。そこで、彼らは女性を強姦して拷問し、ワイヤー式の絞首装置で胸を切断した。ココラレイは、切断された胸の一部を秘跡のようなものとして食べ、ゲットが胸に入れてから箱に入れると言った。ココラレイは、箱の中に15個の胸が入っているのを見たことがあると主張した。 
ココラレイ兄弟とシュプライツァーは自白したものの、ゲットは彼の無実に抗議した。一連の裁判の後、トーマス・ココラレイは殺人で有罪判決を受けたが、最初の自白に対する報酬として終身刑のみを宣告されました。それ以来、彼の終身刑は減刑され、2017年9月30日に釈放される予定でしたが、彼の仮釈放はイリノイ州の役人によって拒否されました。彼は2019年3月29日の朝に仮釈放された。 
アンドリューは1985年2月にローズ・デイビスの殺人で有罪判決を受け、仮釈放なしの終身刑が下された。1986年、トーマスの時と同様、アンドリューは、ローリー・アン・ボロスキーと共犯したとして非難されたドーページ郡裁判所に出頭した。公聴会で、アンドリューは無実を主張し、逮捕後、法執行官による身体的および心理的暴力の末に殺人を自白したと述べた。検察側は6人の警察官による起訴の証人として法廷に召集され、1982年11月の逮捕後、ココラレイスの尋問中に発生した事件のバージョンを法廷に伝えた。1987年3月、長い協議の後、彼はju審評決で有罪判決を受けた。それに基づいて、裁判所はその年の5月に彼に死刑を宣告した。 
エドワード・シュプライツァーは死刑判決を受けたが、2003年のイリノイ州でのすべての死刑判決のジョージ・H・ライアンの最後の転勤で減刑された。 投与後2か月。 ココラレイスは、2011年3月9日にパット・クイン知事が死刑を廃止する法律に署名し、15の終身刑を仮釈放なしの終身刑に減刑する12年近く前に、イリノイ州で処刑された最後の受刑者でもありました。
トーマス・ココラレイス 70年の刑の半分を務めた後、2019年3月に刑務所から釈放された。 2019年6月30日の時点で、ココラレイスは刑務所から釈放された唯一の人物であった後、イリノイ州オーロラのウェイサイドニューヨーク通りに住んでいます。 
Gechtはビバリー・ワシントンの殺人未遂と強姦のためメナード矯正センターで120年にサービスを提供しているし、死刑を宣告された2022年のアンドリューで仮釈放の対象となり、3月17日、1999年に致死注射により処刑された。
エドワード・スプレイツァーは死刑判決を受けたが、2003年のイリノイ州での死刑判決のジョージ・H・ライアンの土壇場での減刑で減刑された。ココラレイスは、2011年3月9日にパットクイン知事が 死刑を廃止する法律に署名し、15の死刑を仮釈放なしの終身刑に減刑する約12年前に、イリノイで最後に処刑された囚人でもありました。
ココラレイ兄弟が信仰していたギリシャ正教会で育ちました。正教会は、アンドリュー・ココラレイスが処刑されるのを防ぐことに失敗しました。Demetrios Kantzavelosは、当時のギリシャ正教会メトロポリスの首相（後に司教）でしたが、処刑の結果として反死刑活動家になり、州での死刑廃止を支持してロビー活動を支援した。 